# Cratere Ina
Ina è un cratere lunare di 2,98 km situato nella parte nord-orientale della faccia visibile della Luna.